# Трошин (гміна)
Гміна Трошин (пол. Gmina Troszyn) — сільська гміна у центральній Польщі. Належить до Остроленцького повіту Мазовецького воєводства.
Станом на 31 грудня 2011 у гміні проживало 4945 осіб.

## Територія
Згідно з даними за 2007 рік площа гміни становила 156.31 км², у тому числі:
- орні землі: 76.00%
- ліси: 15.00%

Таким чином, площа гміни становить 7.45% площі повіту.

## Населення
Станом на 31 грудня 2011:
| Опис     | Загалом | Загалом | Чоловіки | Чоловіки | Жінки | Жінки |
| -------- | ------- | ------- | -------- | -------- | ----- | ----- |
| одиниця  | осіб    | %       | осіб     | %        | осіб  | %     |
| все      | 4945    | 100     | 2482     | 50.19    | 2463  | 49.81 |
| міське   | 0       | 100     | 0        |          | 0     |       |
| сільське | 4945    | 100     | 2482     | 50.19    | 2463  | 49.81 |

## Сусідні гміни
Гміна Трошин межує з такими гмінами: Жекунь, Мястково, Снядово, Червін.